# Ceratomerus
Ceratomerus är ett släkte av tvåvingar. Ceratomerus ingår i familjen Brachystomatidae.

## Bildgalleri

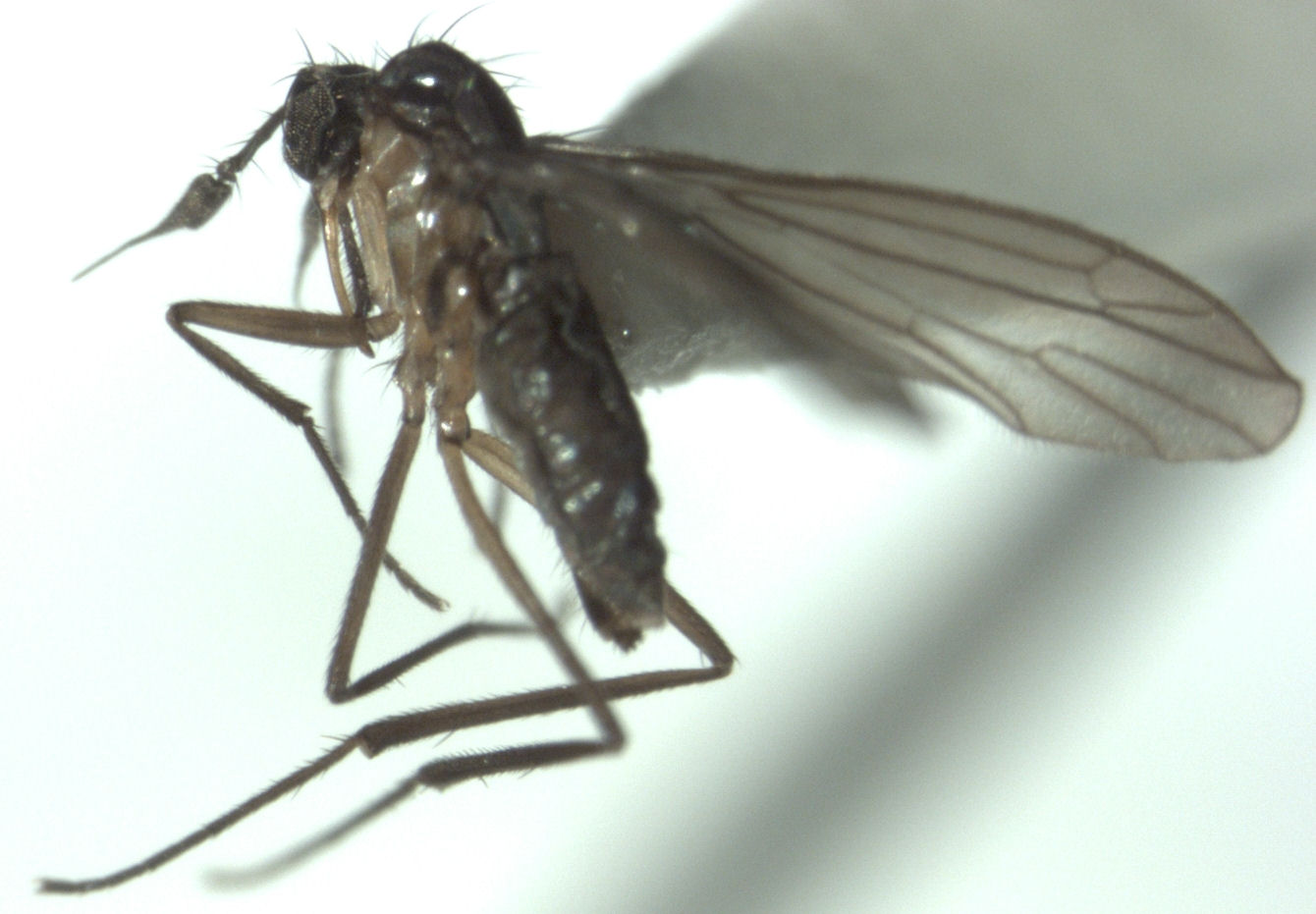

## Dottertaxa tillCeratomerus, i alfabetisk ordning[1]
- Ceratomerus albistylus
- Ceratomerus athertonius
- Ceratomerus attenuatus
- Ceratomerus barringtonensis
- Ceratomerus bickeli
- Ceratomerus biseriatus
- Ceratomerus brevifurcatus
- Ceratomerus bulbosus
- Ceratomerus campbelli
- Ceratomerus connexus
- Ceratomerus crassinervis
- Ceratomerus deansi
- Ceratomerus dorsatus
- Ceratomerus earlyi
- Ceratomerus exiguus
- Ceratomerus falcatus
- Ceratomerus flavus
- Ceratomerus globosus
- Ceratomerus hibernus
- Ceratomerus inflexus
- Ceratomerus lobatus
- Ceratomerus longifurcatus
- Ceratomerus macalpinei
- Ceratomerus maculatus
- Ceratomerus malleolus
- Ceratomerus mediocris
- Ceratomerus melaneus
- Ceratomerus ordinatus
- Ceratomerus oreas
- Ceratomerus orientalis
- Ceratomerus paradoxus
- Ceratomerus prodigiosus
- Ceratomerus tarsalis
- Ceratomerus victoriae
- Ceratomerus virgatus
- Ceratomerus vittatus